# Bria Vinaite

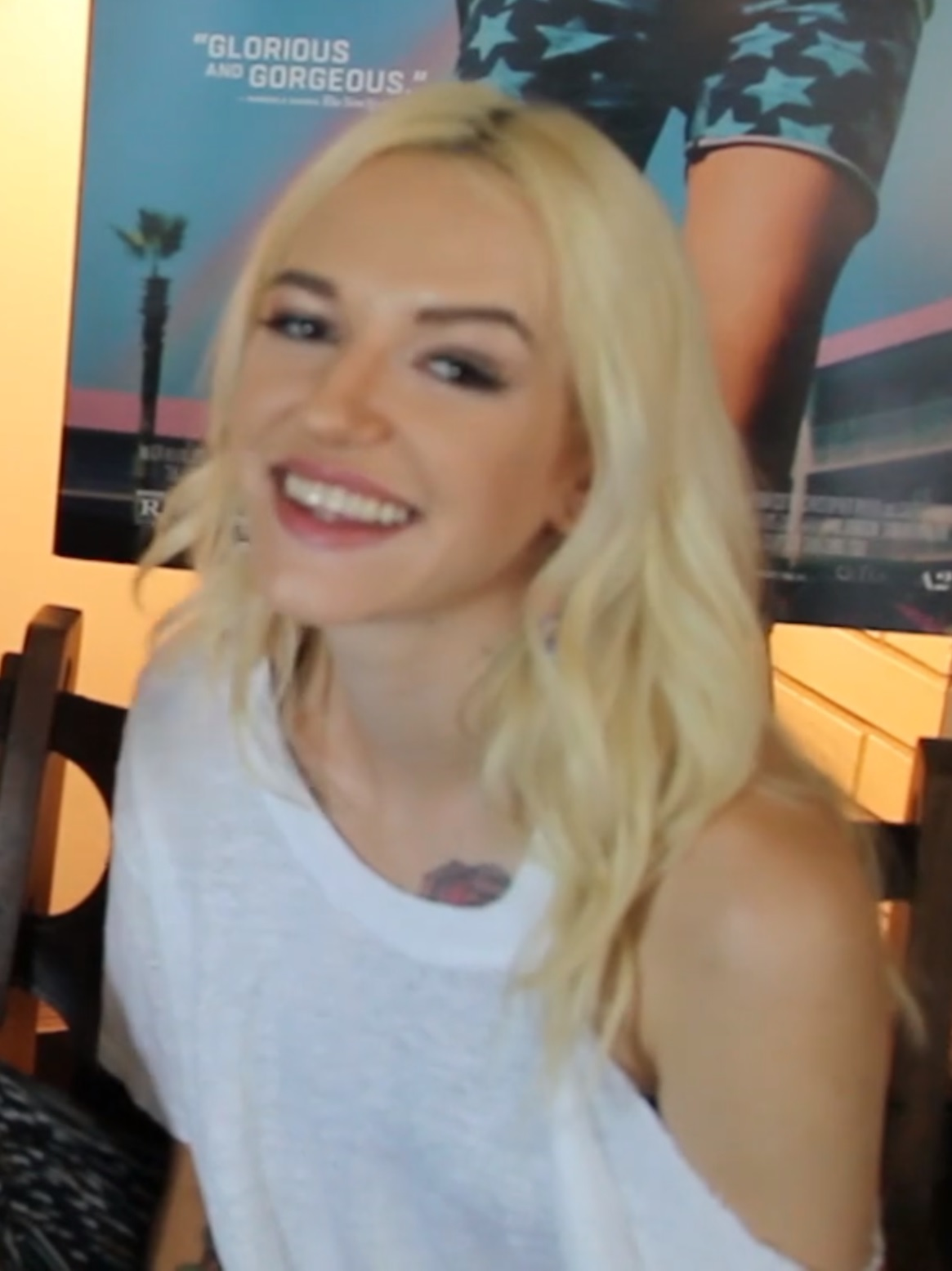
Bria Vinaite (2017)

Bria Vinaite (* 10. Juni 1993 als Barbora Bulvinaitė in Alytus) ist eine litauisch-amerikanische Schauspielerin.

## Leben
Bria Vinaite wurde in Litauen geboren, im Alter von sechs oder sieben Jahren übersiedelte sie nach Brooklyn, New York City. Ihr Filmdebüt gab sie 2017 in The Florida Project von Sean Baker, der sie für den Film auf Instagram entdeckt hatte, wo sie ihre Kleiderkollektion bewarb. In diesem Film verkörperte sie die Rolle der Halley, alleinerziehende Mutter der kleinen Moonee, dargestellt von Brooklynn Prince. Für ihre Darstellung war sie unter anderem im Rahmen der Chlotrudis Awards 2018 in der Kategorie Beste Nebendarstellerin nominiert.
Vinaite wirkte in dem im April 2018 veröffentlichten Musikvideo zu dem Song Nice For What des Rappers Drake mit. In der Fernsehserie The OA verkörperte sie 2019 die Rolle der Darmi. Im Filmdrama Balance, Not Symmetry (2019) von Jamie Adams spielte sie an der Seite von Laura Harrier als Shirley-Caitlin Walker deren Kommilitonin Hannah. Außerdem stand sie für Violent Delights von Taylor DeVoe vor der Kamera.

## Filmografie (Auswahl)
- 2017: The Florida Project
- 2019: Lost Transmissions
- 2019: The OA (Fernsehserie)
- 2019: Balance, Not Symmetry
- 2019: Dalia (Kurzfilm)

## Auszeichnungen und Nominierungen (Auswahl)
- 2018: Chlotrudis Awards – Nominierung in der Kategorie Beste Nebendarstellerin für The Florida Project